# بط بط إوز
بط بط إوز (بالإنجليزية: Duck Duck Goose)‏ هو فيلم رسوم متحركة حاسوبي كوميدي أمريكي صيني أنتج في سنة 2018 وهو من إخراج كريس جنكنز وبطولة جيم غافيجان وزي وكارل رينر، عرض أول مرة في الصين في مارس 2018 وثم عرض في الولايات المتحدة في أبريل 2018 وفي يوليو 2018 تم شراء حقوقه من قبل نتفليكس.

## القصة
تتكلم قصة الفيلم عن إوز مهاجر إلى الصين إسمه بينغ، وبسبب تهوره يأمر قاعد قطيع الأوز خاصته بينغ بتركه وهو نائم، ثم يصل إلى مكان بطين شقيقين وهم تشي وتشو وعند وصولهم للوادي يقوم بينغ بفصلهم بسبب تهوره وثم يحاول بينغ الالتحاق بقطيع البط بدل قطيع الوز ألذي تركه. وتنشأ قصة حب بينه وبين البطة تشي.

## البطولة
- جيم غافيجان بدور بينغ
- زيندايا بدور تشي
- لانس ليم بدو تشو
- غريغ بروبس بدور القط بانزو
- ناتاشا ليجيرو بدور جينجينغ
- ستيفن فراي بدور فريزر
- كريغ فيرغسون بدور جيل
- كارل رينر بدور لاري
- جنيفر غراي بدور إيدنا
- ريجي واتس بدور كارل
- ديدريخ بادر بدور بينغ
- ريك أوفرتون بدور ستانلي

## التقييم
لم يحصل الفيلم على تقييم عالي في موقع قاعدة بيانات الأفلام على الإنترنت حصل الفيلم على 5.7 نجمة من 10، في موقع الطماطم الفاسدة حصل الفيلم على تقييم 40% من الجمهور.

## وصلات خارجية
- بط بط إوز على موقع IMDb (الإنجليزية)
- بط بط إوز على موقع روتن توميتوز (الإنجليزية)
- بط بط إوز على موقع نتفليكس (الإنجليزية)
- بط بط إوز على موقع ألو سيني (الفرنسية)
- بط بط إوز على موقع أول موفي (الإنجليزية)
- بط بط إوز على موقع فيلمافينيتي (الإسبانية)
- بط بط إوز على موقع قاعدة بيانات الفيلم (الإنجليزية)
- بط بط إوز على موقع ليتربوكسد (الإنجليزية)
- بط بط إوز على موقع كينوبويسك (الروسية)

- بط بط إوز على قاعدة بيانات الأفلام على الإنترنت